# یواس‌اس لیری ویلسون (دی‌ای-۴۱۴)
یواس‌اس لیری ویلسون (دی‌ای-۴۱۴) (به انگلیسی: USS LeRay Wilson (DE-414)) یک کشتی بود که طول آن 306 ft (93 m) بود. این کشتی در سال ۱۹۴۴ ساخته شد.